# Myrlande Constant
Myrlande Constant, née en 1968, est une artiste textile haïtienne spécialisée dans les bannières vaudous, ou drapós vodou, incluant des sequins. Elle a commencé à réaliser de telles œuvres dans les années 1990, en innovant par rapport aux bannières utilisées dans les rituels.

## Biographie
Constant est née en 1968 à Port-au-Prince en Haïti où, adolescente, elle apprend l'art du perlage en travaillant avec sa mère dans une usine de Port-au-Prince qui fabriquait des robes de mariée,. Après avoir quitté ce travail, elle devient l'une des artistes les plus notoires dans le domaine de la fabrication de bannières vaudous, ou drapós vodou, des étendards initialement utilisés dans les rites mais qui, dans sa production, répondent essentiellement à un but artistique. Myrlande Constant fabrique des drapós vodou depuis les années 1990. Elle participe aux évolutions de la fabrication de ces étendards au cours des deux dernières décennies. Elle est à l’origine d'innovations formelles, techniques et narratives. Cette production haïtienne de bannières vaudous, a longtemps été  principalement une forme d'art masculine. Aujourd'hui, plusieurs nouveaux créateurs sont des femmes, grâce à ses créations pionnières. Elle a sorti ces étendards vaudous du domaine rituel pour en faire une expression dynamique et sophistiquée d'art contemporain, et a fait du vaudou une source de créativité,. Ses représentations refusent la réduction d'Haïti, courante aux yeux des étrangers, à un lieu de détresse, et parle de la dimension sprituelle de la vie quotidienne dans ce pays, mais ses œuvres témoignent aussi ponctuellement des drames frappant ce territoire, tels que le séisme de 2010,.
Ses créations sont des bannières densément perlées (dont certaines mesurent jusqu'à 2,5 mètres sur 2,5 mètres). Les bannières de Constant sont beaucoup plus grandes que les bannières traditionnelles,. Elle a été invitée à participer notamment à la 59e Exposition internationale d'art contemporain de la Biennale de Venise en 2022,.

## Sources d’inspiration
Myrlande Constant s'est inspirée de son père, prêtre vaudou et chrétien, pour créer ses œuvres d'art. Elle s'inspire également du livre de Milo Rigaud intitulé Veve, qui a fait date. Ce livre contient des dessins symboliques d'esprits réalisés sur le sol des temples vodou. Myrlande Constant s'inspire aussi, bien sûr, de ses souvenirs des cérémonies vaudous et de sa connaissance des esprits pour créer ses propres dessins sur les bannières,,.